# Эк, Малин
Малин Эк (швед. Malin Ek; род. 18 апреля 1945, Мальмё) — шведская актриса театра и кино, единственная троекратная обладательница премии «Золотой жук» за лучшую женскую роль.

## Биография
Родилась в семье актёра Андерса Эка и хореографа Биргит Кульберг.
Училась в Стокгольмской театральной школе с 1965 по 1968 год, по окончании получила приглашение в труппу Королевского драматического театра. Дебютировала в спектакле «Алиса в Стране Чудес» (1968).
В 1982 году ушла из Королевского драматического театра в Стокгольмский городской театр (театр Unga Klara), где играла в спектакле Dans med nästan. Спектакль поставил брат Малин, Матс Эк, а одну из ролей исполнил другой брат, Никлас Эк. Также была занята в спектаклях En ren flicka, Hitlers barndom, I Lusthuset, Stormen, Mirad — En pojke från Bosnien, Måsen, Det allra viktigaste и Livet en dröm.
Также играла в театре Орион, где участвовала в спектаклях På Malta и Johanna.
В 2012 году вернулась в Королевский драматический театр, одни из последних её работ — роли в спектаклях Drömmen om Herrön - Killinggänget på Dramaten, Slott i Sverige, Den lilla Sjöjungfrun, En egen ö, Tjuvar, Spöksonaten, Till Damaskus, Chéri и De oskyldiga.

### Кино
Известность как киноактриса получила благодаря роли в фильме Ингмара Бергмана Ett drömspel (1970). В 1982 году сыграла роль Герд в дебютном фильме режиссёра Сюзанны Остен Mamma, что принесло актрисе первую награду «Золотой жук». Критики особо отмечали большой вклад разносторонне талантливой актрисы в успех фильма. В 1985 году она снова удостоилась этой премии за роль Клары в триллере Хассе Альфредсона Falsk som vatten. Третий «Золотой жук» был ей присуждён в 1990 году за роль Ливии Биркман в ещё одном фильме режиссёра Сюзанны Остин Skyddsängeln. За этот же фильм она была номинирована на премию Европейской киноакадемии 1990 года.

### Семья
- Брат — балетный танцор Никлас Эк.
- Брат-близнец — режиссёр Матс Эк.
- Дочь — актриса Элин Клинга[5].

## Награды и премии
- 1983 — премия «Золотой жук» лучшей актрисе за роль Герд в фильме Mamma[2];
- 1985 — премия «Золотой жук» лучшей актрисе за роль Клары в фильме Falsk som vatten[2];
- 1990 — премия «Золотой жук» лучшей актрисе за роль Ливии Биркман в фильме Skyddsängeln[6];
- 1997 — премия Карла Окермарка Шведской академии[2];
- 2010 — премия О’Нила[7][2].

## Фильмография
- 1969 — «Страсть»
- 1974 — En skugga (телефильм)
- 1975 — Figaros bröllop (телефильм)
- 1979 — Barnförbjudet
- 1980 — Barnens ö
- 1982 — Mamma
- 1985 — Falsk som vatten
- 1986 — Bröderna Mozart
- 1990 — Skyddsängeln
- 1992 — Söndagsbarn
- 1993 — Hemresa (телефильм)
- 1996 — Bengbulan
- 2006 — Wellkåmm to Verona
- 2008 — Majken

## Избранные театральные работы
| Год  | Роль                  | Спектакль автор                       | Режиссёр          | Театр                           |
| ---- | --------------------- | ------------------------------------- | ----------------- | ------------------------------- |
| 1970 | Матильда              | «Пепелище» Август Стриндберг          | Альф Шёберг       | Королевский драматический театр |
| 2008 | Мария Элеонора        | «Королева Кристина» Август Стриндберг | Ягош Маркович     | Королевский драматический театр |
| 2011 | Ира                   | «Воры» Деа Лоэр                       | Дженни Андреассон | Королевский драматический театр |
| 2013 | Миссис Амелия Тилфорд | «Детский час» Лиллиан Хеллман         | Дженни Андреассон | Королевский драматический театр |
| 2015 | Эмми                  | «Страх съедает душу» Ирена Краус      | Надя Вайсс        | Стокгольмский городской театр   |